# Melanagromyza malayensis
Melanagromyza malayensis är en tvåvingeart som beskrevs av Mitsuhiro Sasakawa 1963. Melanagromyza malayensis ingår i släktet Melanagromyza och familjen minerarflugor. Inga underarter finns listade i Catalogue of Life.